# Atención médica en Estados Unidos

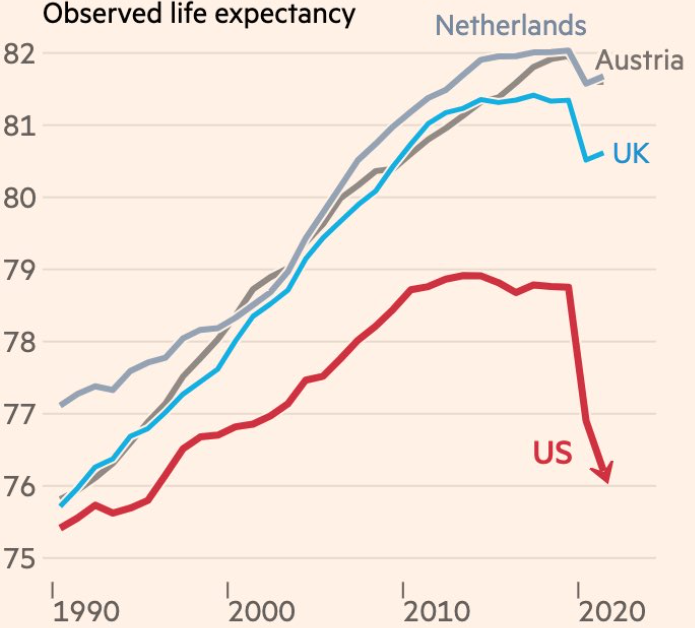
Esperanza de vida post-COVID en EE. UU., Reino Unido, Países Bajos y Austria

El gasto de los Estados Unidos en materia de salud es mayor que el de cualquier otro país en el mundo, tanto en el gasto per capita como en el gasto del PBI nacional. A pesar de ello, los resultados producidos por el país en materia de salud son peores que los de países con un similar nivel de desarrollo. Estados Unidos es el único país desarrollado carente de un sistema de salud universal, contando con un gran porcentaje de población carente de cobertura médica, un factor determinante en el exceso de mortalidad de ese país.
Actualmente, al tratar la salud como un negocio y la mala nutrición debido a la venta de comida de baja calidad con fácil acceso tanto económico como comercial, Estados Unidos no se encuentra entre los primeros cuarenta países con mayor esperanza de vida y se ve superado, por ejemplo, por Perú, Turquía o Colombia.
El sistema sanitario estadounidense está en proceso de profunda revisión con la segunda presidencia de Donald Trump. El 13 de febrero de 2025 fue nombrado Secretario de Salud y Servicios Humanos de los Estados Unidos Robert Francis Kennedy Jr., un activista antivacunas y difusor de teorías de conspiración. En el primer día del mandato de Donald Trump, Estados Unidos se retiró por segunda vez de la Organización Mundial de la Salud, algo que ya había sucedido en su primer mandato, aunque la decisón fue revocada con posterioridad por el presidente Joe Biden.

## Proveedores
En los Estados Unidos, la salud es provista por varias y distintas organizaciones, desde compañías de seguro, proveedores de salud, sistemas de hospitales y proveedores independientes. Las edificaciones de salud del país son generalmente propiedad de empresas privadas. De los hospitales comunitarios existentes en el país, 58% son sin fines de lucro, 21% con fines de lucro y 21% son propiedad del estado. De acuerdo con la OMS, Estados Unidos gastó US$9,403 per capita en salud, y 17.9% de su PBI en salud en el 2014. La cobertura de salud es proporcionada por una combinación de aseguradoras privadas de salud y cobertura publica (Medicare, Medicaid y otros). En el 2013, 64% del gasto fue cubierto por el gobierno, y subsidiado por programas como Medicare, Medicaid, el Programa de Seguro Médico Infantil, Tricare y la Administración de Salud de los Veteranos de Guerra.
Los estadounidenses menores a los 65 años adquieren su cobertura médica mediante su empleador o el empleador de un familiar, por medios propios, por cobertura médica del estado o pueden no estar cubiertos de ninguna forma.